# Fujientomon
Famille
Genre
Fujientomon est un genre de protoures, le seul de la famille des Fujientomidae.

## Liste des espèces
Selon Szeptycki, 2007
- Fujientomon dicestum Yin, 1977
- Fujientomon primum Imadaté, 1964

## Référence
- Imadaté, 1964 : Taxonomic arrangement of Japanese Protura (I). Bulletin of the national Science Museum, Tokyo, vol. 7, p. 37-81.
- Tuxen & Yin, 1982 : A revised subfamily classification of the genera of Protentomidae (Insecta: Protura) with description of a new genus and a new species. Steenstrupia, vol. 8, p. 229-249.